# Liste von Rebsorten/F
Legende, Erläuterungen und Quellen: Siehe Hauptartikel!
Hinweise zu Änderungen bzw. Ergänzungen siehe Diskussion.
| Rebsorte - wichtige Synonyme | VIVC | Bild | Verw.   | H.  | Spe.   | Abstammung | Zü.J. | ha 2016 | Anbauländer                                                            |
| --- | ---- | ---- | ------- | --- | ------ | --- | ----- | ------- | ---------------------------------------------------------------------- |
| Faberrebe - Faber |      |      | WWT     | DEU | V.Vi.  | Chardonnay × Müller-Thurgau | 1929  | 331     | Deutschland, Vereinigtes Königreich                                    |
| Falanghina |      |      | WWT     | ITA | V.Vi.  | |       | 3.634   | Italien                                                                |
| Famoso |      |      | WWT     | ITA | V.Vi.  | |       | 6       | Italien                                                                |
| Fanny |      |      | TT      | HUN | V.Vi.  | Eger 2 × Teli Muskotaly × Olimpia | 1970  |         |                                                                        |
| Farinheira |      |      | RWT     | PRT |        | |       | 3       | Portugal                                                               |
| Favorita |      |      | TT      | PRT | V.Vi.  | Tamarez × Muscat Of Alexandria |       | 3       |                                                                        |
| Fedit 51 - Incrocio Bianco Fedit 51 |      |      | WWT     | ITA | V.Vi.  | Garganega × Malvasia Bianca Lunga |       | 5       | Italien                                                                |
| Felicia |      |      | WWT     | DEU | V.Vi.  | Sirius × Vidal Blanc | 1984  |         |                                                                        |
| Fenile |      |      | WWT     | ITA | V.Vi.  | |       | 6       | Italien                                                                |
| Fepiro |      |      | RWT     | PRT | V.Vi.  | Fernao Pires × Grand Noir |       |         | Portugal                                                               |
| Fer - Fer Servadou, Ferre, Folle Rouge, Gragnelut |      |      | RWT     | FRA | V.Vi.  | |       | 1.686   | Frankreich, Argentinien                                                |
| Fernao Pires de Colares - Fernão Pires, Molinha |      |      | WWT     |     | V.Vi.  | |       | 12.211  | Portugal, Südafrika                                                    |
| Fernao Pires Rosado |      |      | WWT     | PRT | V.Vi.  | |       | 98      | Portugal                                                               |
| Fertilia |      |      | RWT     | ITA | V.Vi.  | Merlot Noir × Raboso Veronese | 1976  | 2       | Italien                                                                |
| Fetească Alba - Mädchentraube, Dievcie Hrozno, Leanyka |      |      | WWT     | MDA | V.Vi.  | |       | 13.382  | Moldawien, Rumänien, Slowakei                                          |
| Fetească Muskatnaia - Feteasca Regala, Dunnesdiorfer, Koenigast, Dunnesdorfer Konigsast, Erdei Sarga, Erdelyi Sarga, Feteasca Corolevscaia, Feteasca de Danes, Feteasca Korolevskaia, Feteasca Muscatnaia                                                |      |      | WWT     |     | V.Vi.  | Feteasca Alba × Grasa de Cotnari |       | 12.991  | Rumänien, Slowakei                                                     |
| Feteasca Neagra - Schwarze Mädchentraube |      |      | RWT     | MDA | V.Vi.  | |       | 3.248   | Rumänien                                                               |
| Feunate |      |      | RWT     | FRA | V.Vi.  | Heunisch Weiss × Paugayen |       |         |                                                                        |
| Fiano |      |      | WWT     | ITA | V.Vi.  | |       | 2.187   | Italien                                                                |
| Fiesta |      |      | TT      | USA | V.Vi.  | Calmeria × (Red Malaga × Tifafihi Ahmer) × (Muscat Of Alexandria × Thompson Seedless) × (Cardinal × Thompson Seedless) × (Red Malaga × Tifafihi Ahmer) × (Muscat Of Alexandria × Thompson Seedless) | 1973  | 230     | Mexiko                                                                 |
| Fileri Attikis - Fileri |      |      | RWT, TT | GRC | V.Vi.  | |       |         | Griechenland                                                           |
| Findling von Muhen |      |      | WWT     | CHE | V.Vi.  | |       |         |                                                                        |
| Fintendo |      |      | TT      | ESP | V.Vi.  | |       | 185     | Argentinien                                                            |
| Fioletovny Ranny - Filetovyi Ranii |      |      | RWT, TT | RUS | I. C.  | Severny × Muscat D’Hamburg |       | 50      | Russische Föderation                                                   |
| Flame Seedless - Flem Sidles, Red Flame |      |      | TT      | USA | V.Vi.  | Cardinal × Sultanina × (Red Malaga × Tifafihi Ahmer) × (Muscat Of Alexandria × Thompson Seedless)                                                                                                   | 1961  | 55      | Peru, Ethiopia                                                         |
| Flavis |      |      | WWT     | ITA | V.Vi.  | Verdiso × Welschriesling | 1976  | 3       | Italien                                                                |
| Flora - Flora Rose, California H 59-90, Davis H 59-90 |      |      | WWT, TT | USA | I. C.  | Vitis Vinifera Subsp. Vinifera Linne × Vitis Labrusca Linne | 1850  | 12      | Brasilien, Neuseeland                                                  |
| Florental |      |      | RWT, U  | FRA | I. C.  | Seibel 8365 × Gamay Noir |       | 11      | Frankreich                                                             |
| Flot Rouge |      |      | RWT     | FRA | I. C.  | Munson × Aramon Noir |       |         |                                                                        |
| Fogarina |      |      | RWT     | ITA | V.Vi.  | |       | 3       | Italien                                                                |
| Foglia Tonda - Foglia Tonda |      |      | RWT     | ITA | V.Vi.  | |       | 68      | Italien                                                                |
| Fogoneau - Fogonet, Fogonetxo, Fogoneu, Fogoneu Frances, Fogoneu Mallorqui |      |      | RWT     | ESP | V.Vi.  | Excursach × Manses de Capdell |       |         | Spanien                                                                |
| Fokiano |      |      | RWT, TT | GRC | V.Vi.  | |       | 212     | Griechenland                                                           |
| Folgasao - Alfrocheiro Branco, Cabugueiro, Cagarnixo, Cagarrizo, Carao De Moca, Cumbrao, Folgacao, Folgasona, Folgosao, Folgusao, Fulgacao, Gagarnixo, Laga, Silveirina, Terrantez, Terrantez da Madeira, Terrantez de Madere, Uva do Laga, Uva do Lage. |      |      | WWT     | PRT | V.Vi.  | |       | 182     | Portugal                                                               |
| Folgasao Roxo |      |      | WWT     | PRT | V.Vi.  | |       |         | Portugal                                                               |
| Folha de Figueira - Babosa, Botelheira, Dona Branca, Folha de Figo |      |      | WWT     | PRT | V.Vi.  | |       | 2       | Portugal                                                               |
| Folignan |      |      | WWT     | FRA | V.Vi.  | Trebbiano Toscano × Folle Blanche |       | 51      | Frankreich                                                             |
| Folle Blanche |      |      | WWT     | FRA | V.Vi.  | |       | 1.574   | Spanien, Frankreich                                                    |
| Fontanara |      |      | WWT     | DEU | V.Vi.  | Rieslaner × Müller-Thurgau | 1951  | 1       | Deutschland                                                            |
| Fonte Cal |      |      | WWT     | PRT | V.Vi.  | |       | 52      | Portugal                                                               |
| Forastera |      |      | WWT     | ITA | V.Vi.  | |       | 8       | Spanien, Italien                                                       |
| Forcallat Tinta |      |      | RWT     | ESP | V.Vi.  | |       | 535     | Spanien                                                                |
| Forgiarin |      |      | RWT     | ITA | V.Vi.  | |       | 3       | Italien                                                                |
| Formosa - Pirovano 245 |      |      | TT      | ITA | V.Vi.  | Trollinger × Delizia di Vaprio | 1926  |         |                                                                        |
| Forsellina |      |      | RWT     | ITA | V.Vi.  | |       | 7       | Italien                                                                |
| Fortana Nera - Fortana, Albanella Gentile, Brugnera, Canina Nera |      |      | RWT     | ITA | V.Vi.  | |       | 469     | Italien                                                                |
| Franc Noir de la Haute Saône - Franc Noir de Cendrecourt, Franc Noir de Gy, Franc Noir de Jussey, Franc Noir de Venere, Gougenot, Gougenot Saone, Plant Jacquot                                                                                          |      |      | RWT     | FRA | V.Vi.  | Heunisch Weiss × Pinot |       |         |                                                                        |
| Francavidda |      |      | WWT     | ITA | V.Vi.  | |       | 2       | Italien                                                                |
| Francuse - Francusa |      |      | WWT     | MDA | V.Vi.  | Heunisch Weiss × Alba Imputotato |       | 365     | Rumänien                                                               |
| Frappato di Vittoria - Frappato, Frappato Nero, Frappato Nero di Vittoria, Frappatu, Frappatu di Vittoria, Nerello, Nerello di Catania, Nero Capitano, Surra                                                                                             |      |      | RWT     | ITA | V.Vi.  | |       | 752     | Italien                                                                |
| Fredonia |      |      | TT      | USA | V. La. | Champion × Lucile | 1915  | 28      | USA                                                                    |
| Freisa - Barbera, Encore Spannina, Fessietta, Frati, Fratina, Freisa del Piemonte, Freisa di Chieri, Freisa di Monfra |      |      | RWT     | ITA | V.Vi.  | |       | 519     | Brasilien, Italien, Argentinien                                        |
| Freisamer |      |      | WWT     | DEU | V.Vi.  | Silvaner Gruen × Pinot Gris | 1916  | 6       | Deutschland, Schweiz                                                   |
| Friulano - Sauvignonasse, Malaga, Mosler, Sauvignon A Gros Grains, Sauvignon de La Correze, Sauvignon Gros, Sauvignon Vert |      |      | WWT     | ITA | V.Vi.  | |       | 3.861   | Chile, Italien, USA, Argentinien, Slowenien                            |
| Frontenac |      |      | RWT     | USA | I. C.  | Landot 4511 × Riparia 89 | 1978  | 212     | USA                                                                    |
| Frontenac Gris |      |      | WWT     | USA | V.Vi.  | Vitis Riparia 89 × Landot Noir |       | 92      | USA                                                                    |
| Fubiano |      |      | WWT     | ITA | V.Vi.  | Furmint × Trebbiano |       | 2       | Italien                                                                |
| Fuella Nera |      |      | RWT     | ITA | V.Vi.  | |       | 20      | Frankreich                                                             |
| Fumin |      |      | RWT     | ITA | V.Vi.  | |       | 25      | Italien                                                                |
| Furmint - Sipon, Moslavac, Sipelj, Malvasia Verde |      |      | WWT     | HUN | V.Vi.  | Heunisch Weiss × Alba Imputotato |       | 4.435   | Ungarn, Rumänien, Brasilien, Österreich, Kroatien, Slowakei, Slowenien |